# Мораужу
Мораужу (порт. Moraújo) — муниципалитет в Бразилии, входит в штат Сеара. Составная часть мезорегиона Северо-запад штата Сеара. Входит в экономико-статистический микрорегион Кореау. Население составляет 8005 человек на 2007 год. Занимает площадь 415,614 км². Плотность населения — 19,2 чел./км².
Праздник города — 27 ноября.

## История
Город основан 27 ноября 1957 года.

## Статистика
- Валовой внутренний продукт на 2003 составляет 18 195 179,00 реалов (данные: Бразильский институт географии и статистики).
- Валовой внутренний продукт на душу населения на 2003 составляет 2473,52 реала (данные: Бразильский институт географии и статистики).
- Индекс развития человеческого потенциала на 2000 составляет 0,594 (данные: Программа развития ООН).